# Elsbeth Stagel
Elisabeth ou Elsbeth Stagel, née en 1300 et morte vers 1360, est une religieuse dominicaine du Couvent de Töss en Suisse.

## Biographie

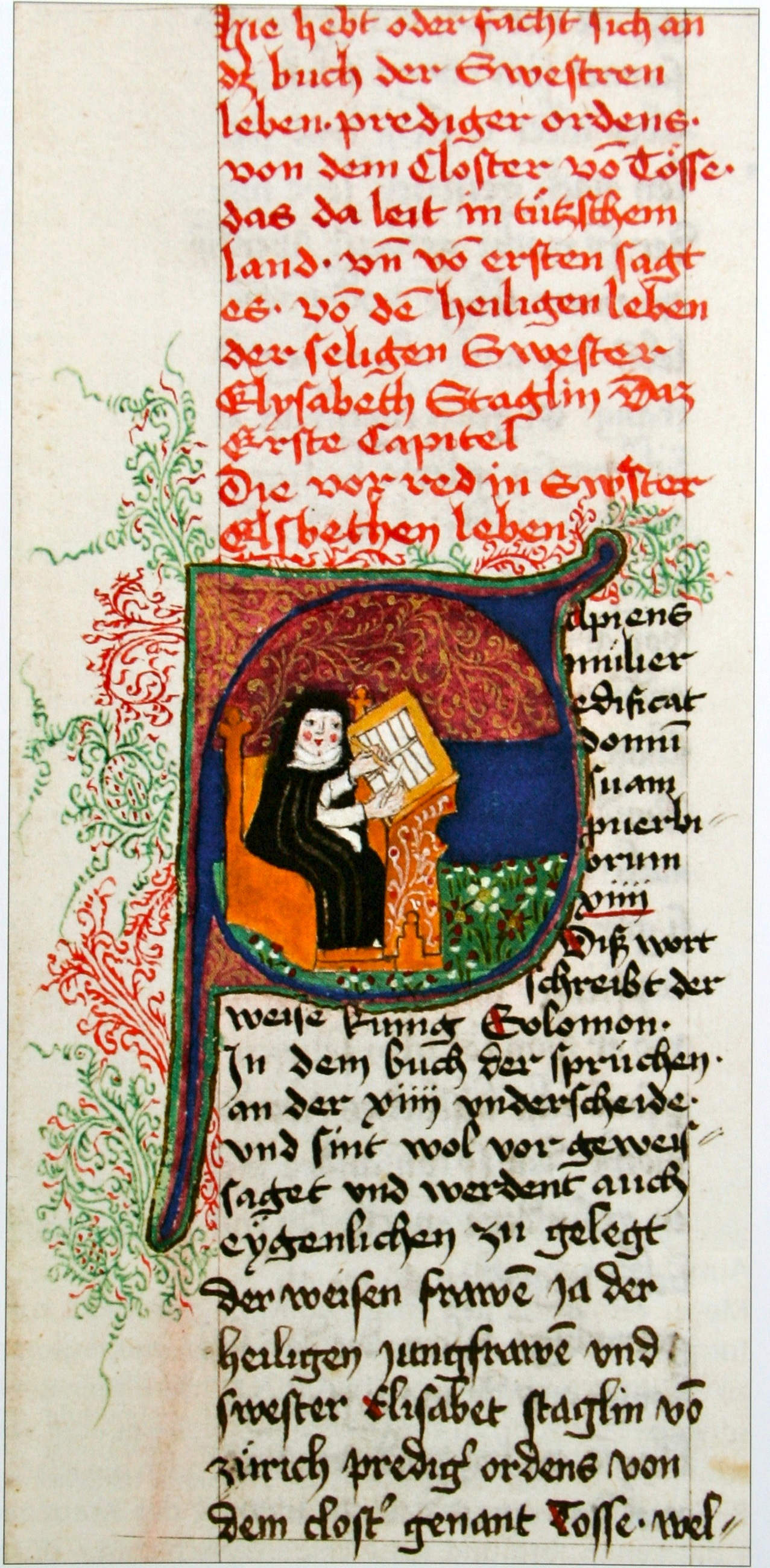
Elsbeth Stagel représentée dans une copie du manuscrit de La Chronique de Töss.

Elsbeth Stagel est née dans une famille noble de Zurich. Son père est sans doute le sénateur Rudolf Stagel.
Elle se lie d'amitié avec le religieux Henri Suso, un prêtre dominicain catholique, avec qui elle entretient une correspondance régulière. Henri Suso considère Elsbeth Stagel comme sa fille spirituelle. Au cours de l'une de leurs rencontres, Elsbeth Stagel incite Henri Suso à lui décrire l'accomplissement de sa genèse spirituelle, avec l'intention de suivre son exemple. Henri Suso ignore alors que la religieuse conserve précieusement ses lettres et consigne par écrit toutes ses confidences, dont les sujets portent sur la théologie et sur des pratiques extrêmes de pénitence personnelle. Lorsque Henri Suso l'apprend, il exige que ces manuscrits lui soient remis sur le champ et les brûle. Il n'en conserve que le deuxième tome qui lui servira de support à la formation d'autres religieux. Henri Suso interdit à Elsbeth Stagel de l'imiter en pratiquant une ascèse extrême, craignant que cela ne soit néfaste à sa santé. Une bonne partie de ces écrits seront repris dans La Vita, l'autobiographie de Suso.
Elsbeth Stagel est l'auteure avérée de plusieurs des nouvelles formant le recueil La Chronique du couvent de Töss. Ce livre, appartenant au genre des Schwesternbücher, réunit les biographies de 39 religieuses et dépeint l'atmosphère mystique du couvent de Töss jusqu'à 1340. Il s'agit de la première œuvre biographique écrite en langue allemande.
Certains vont jusqu'à avancer qu'Elsbeth Stagel a rédigé l'ouvrage dans son intégralité mais cette affirmation est sujette à caution. Dans une des biographies, la belle-mère d'Élisabeth de Hongrie, Agnès d'Autriche, reine douairière de Hongrie, est dépeinte de façon négative. Il est peu probable que cette biographie ait été écrite avant la mort de la reine Agnès, qui a vécu plus longtemps qu'Elsbeth Stagel, décédée en 1364.

Elsbeth Stagel a fini ses jours à Töss. Son travail est un témoignage clé pour mieux comprendre le mysticisme féminin et la vie monastique de l'Allemagne médiévale. 

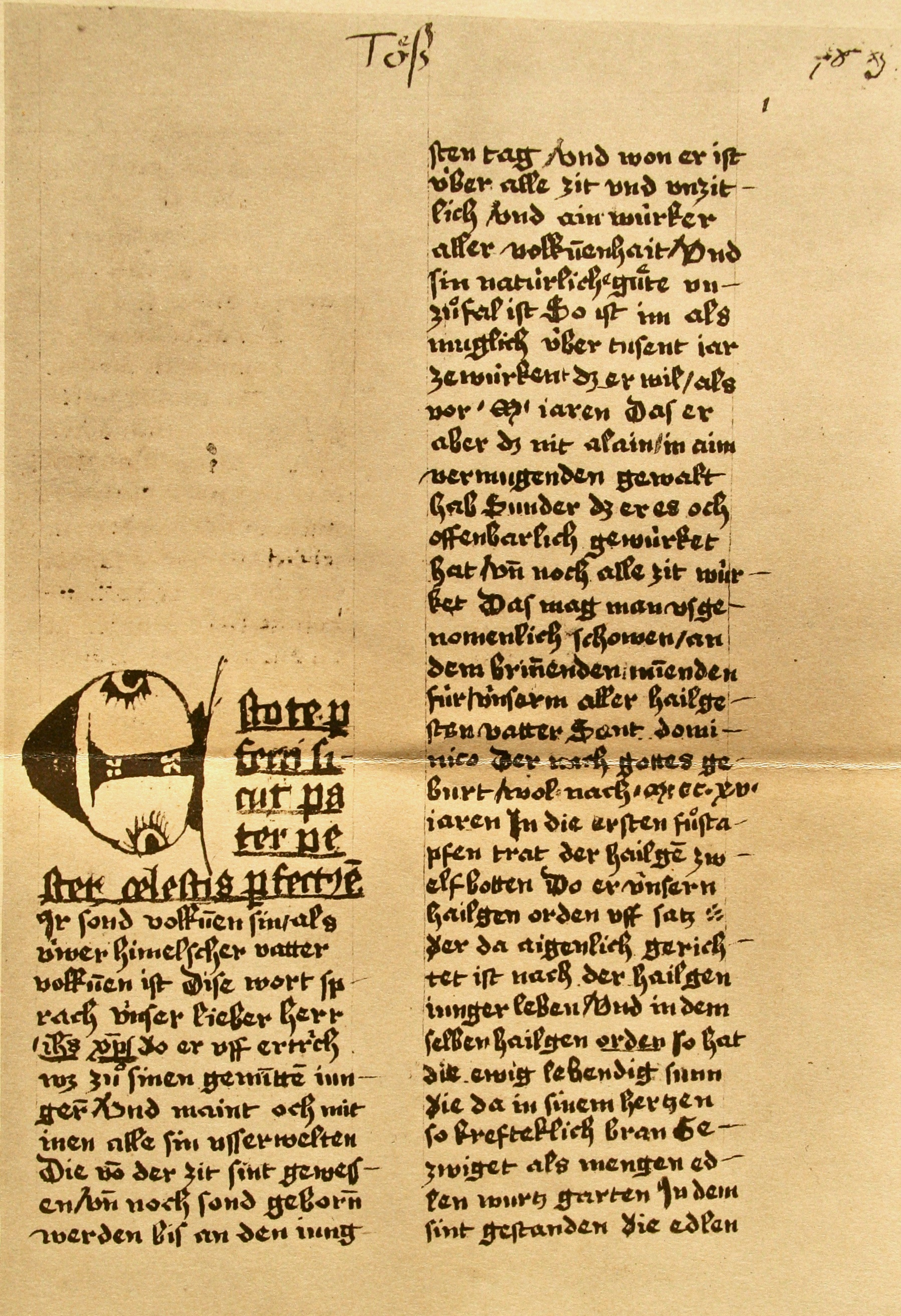
Préface originale du livre
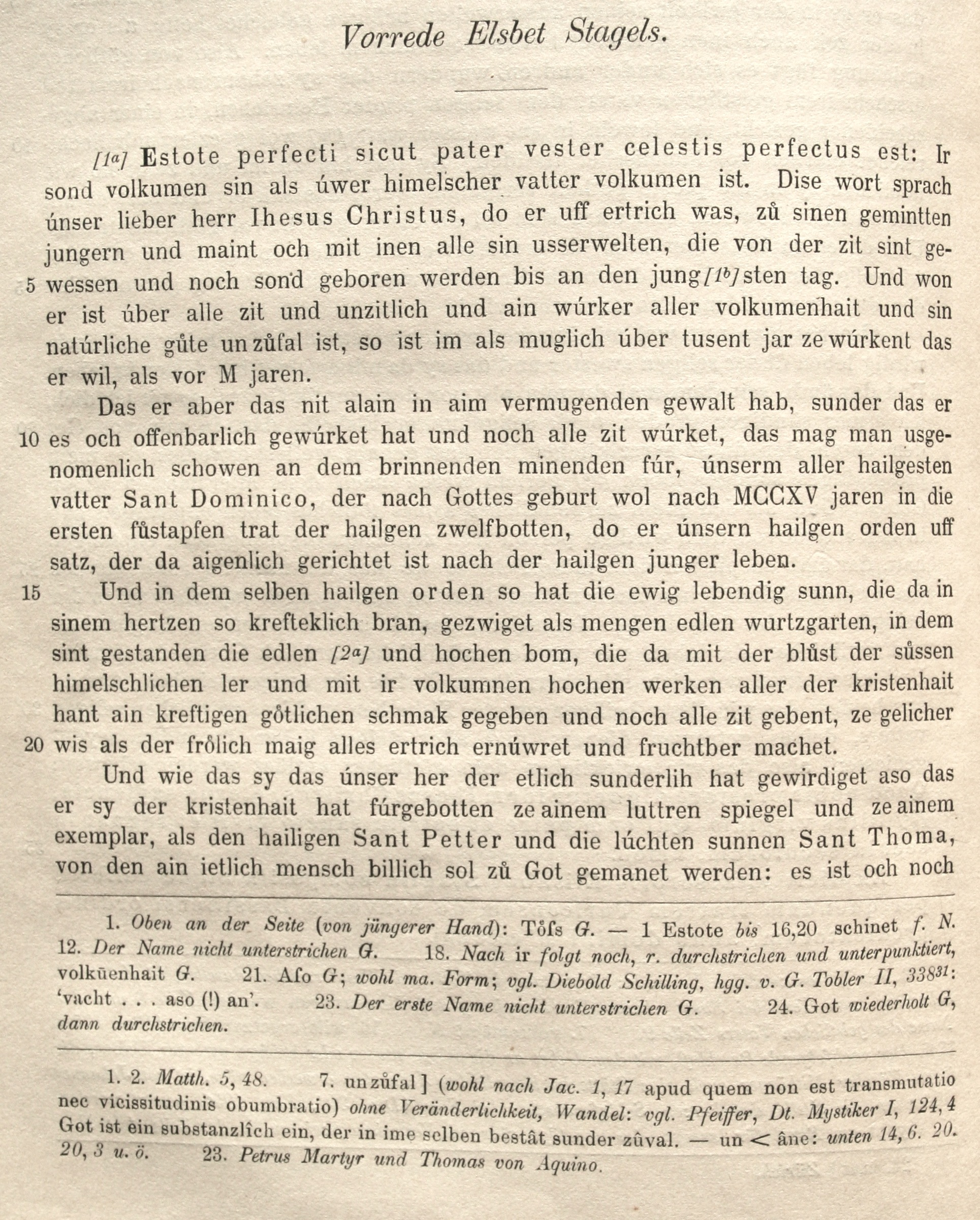
Préface
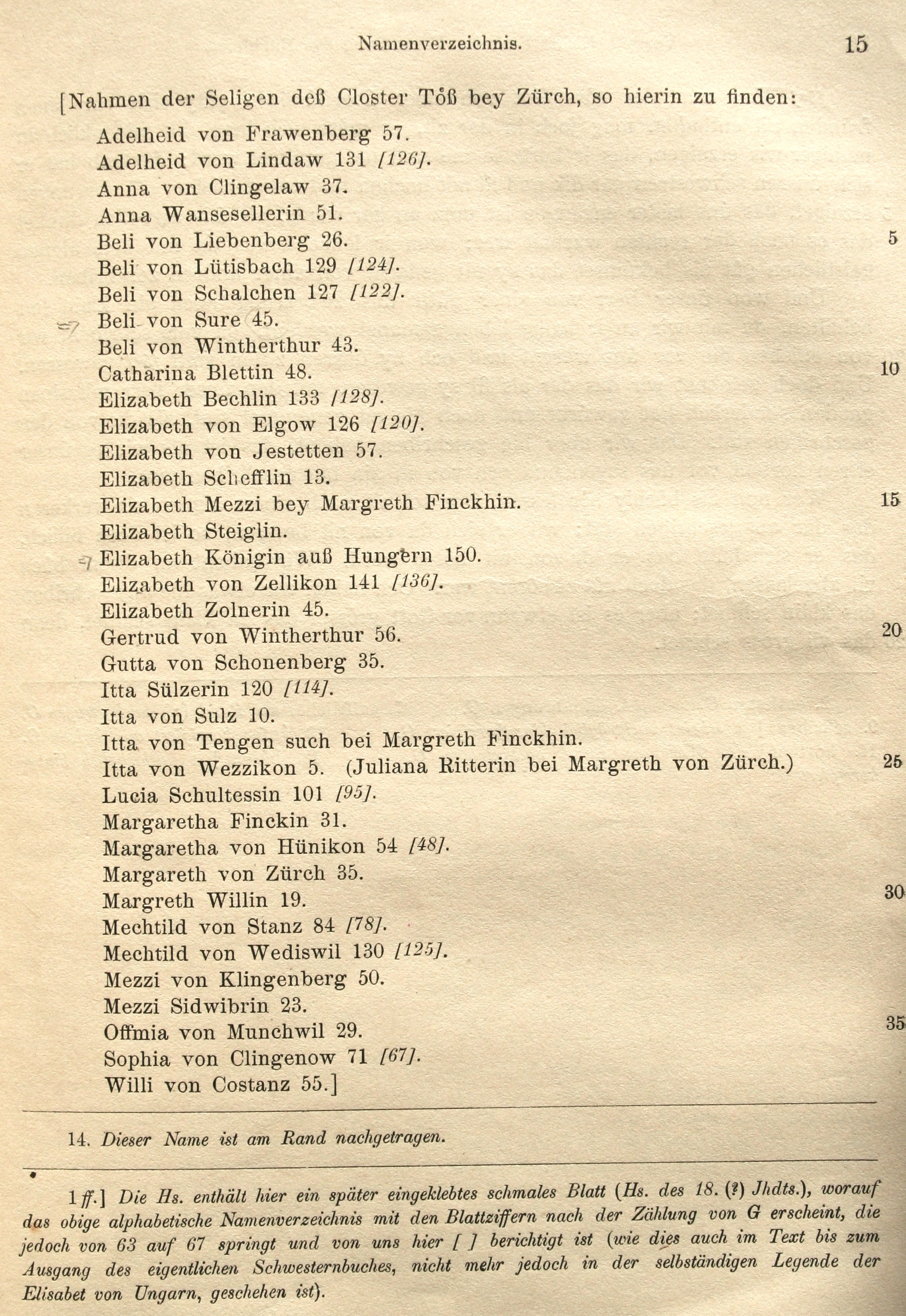
Noms des religieuses

## Éditions
- (de) Elsbeth Stagel (préf. Ferdinand Vetter (de) (dir.)), Das Leben der Schwestern zu Töss beschrieben von Elsbet Stagel samt der Vorrede von Johannes Meier und dem Leben der Prinzessin Elisabeth von Ungarn, Berlin, 1906.
- (de) Elsbeth Stagel, Das Leben der Schwestern zu Töß, Erlenbach-Zürich, Rotapfel-Verlag, 1923.